# Quasimelita quadrispinosa
Quasimelita quadrispinosa är en kräftdjursart som först beskrevs av J. Vosseler 1889.  Quasimelita quadrispinosa ingår i släktet Quasimelita och familjen Melitidae. Inga underarter finns listade i Catalogue of Life.